# Midjesteklar
Midjesteklar (Apocrita, tidigare Terebrantia) är den ena av två underordningar av insektsordningen steklar. Namnet kommer av att det mellan bak- och mellankroppen finns en djup insnörning, vilket underlättar bakkroppens rörlighet.

## Midjesteklar delas upp i två infraordningar som i sin tur delas in i överfamiljer
- Parasitica (Parasitsteklar)
  - Ceraphronoidea
  - Chalcidoidea (glanssteklar)
  - Cynipoidea
  - Evanoidea
  - Ichneumonoidea (äkta parasitsteklar)
  - Megalyroidea
  - Mymarommatoidea
  - Platygastroidea
  - Proctotrupoidea
  - Stephanoidea
  - Trigonaloidea

- Aculeata (gaddsteklar)
  - Apoidea (Bin)
  - Chrysidoidea inkl. familjen guldsteklar
  - Sphecoidea (rovsteklar)
  - Vespoidea (getingar, myror och andra getingliknande steklar)